# Adolf Felix Heinrich Posse
Adolf Felix Heinrich Posse, auch Adolph Felix Heinrich Posse (* 14. April 1760 in Sondershausen; † 11. November 1825 in Erlangen) war ein deutscher Rechtswissenschaftler.

## Leben
Adolf Felix Heinrich Posse wurde als Sohn eines Kirchenrates und Superintendenten geboren. Seine Vorbildung erfuhr er zum Teil in seiner Heimatstadt, aber auch in Schulpforte. Anschließend widmete er sich dem Studium der Geschichte und der Rechtswissenschaften an der Universität Göttingen. Als 1783 sein Vater starb, verbrachte er die Zeit bis zum Jahr 1784 wieder in Sondershausen und setzte direkt anschließend das Studium an der Universität Göttingen fort. 1785 promovierte man ihn zum Doktor und stellte ihn als Privatdozent ein.
Drei Jahre lang war er als solcher tätig, bis er 1789 ordentlicher Professor des Staats-, Lehns- sowie des deutschen Privatrechts an der mit der Bützower wiedervereinigten Universität Rostock wurde. Während seiner dortigen Tätigkeit bot man ihm mehrmals Lehrstühle an anderen Universitäten an, die für ihn einen höheren Lohn ergeben hätte, doch lehnte Posse die Angebote ab. 1805, nach fünfzehn Jahren an der Rostocker Universität, entschied er sich schließlich doch um und übernahm eine Professur an der Universität Erlangen, zugleich setzte man ihn auch als königlichen Preußischen Hofrat sowie als viertes Mitglied der juristischen Fakultät ein.
Als 1810 das Fürstentum Bayreuth mit dem Königreich Bayern verschmolz, wurde Posse bayrischer Untertan. Einige Jahre darauf bat die Universität Rostock, Posse möge doch zurückkommen, aber sowohl dies als auch ein Angebot als ordentlicher Jura-Professor an der Universität Jena sowie als Oberappellationsrat lehnte er 1816 ab. Für letztere Ablehnung gab er Altersprobleme als Grund an.

## Werke
- Ueber die Rechtsbeständigkeit der Wahlcapitulationen katholisch-geistlicher Fürsten in Bezug auf die Landeshoheit im Weltlichen (1784)
- Ueber das Einwilligungsrecht deutscher Unterthanen in Landesveräußerungen (1786)
- Ueber die Aufhebung der Majorate unter dem Landsäßigen Adel (1786)
- Ueber die unstandesmäßigen Ehen unter dem deutschen hohen Adel (1787)
- Ueber Grundherrschaft und Wahlcapitulation der deutschen Domcapitel (1787)
- Ueber das Staatseigenthum in den deutschen Reichslanden und das Staatsrepräsentationsrecht der deutschen Landstände, Leipzig und Rostock (1794)
- Prüfung des Unterschieds zwischen Erbfolgerecht und Erbfolgeordnung (1796)
- Die Erbfolge in Lehn- und Stammgüter ohne den Unterschied zwischen Erbfolgerecht und Erbfolgeordnung (1800)